# ناحیه ابوقلقل
ناحیه ابوقلقل (به عربی: ناحیة أبو قلقل) یک ناحیه در سوریه است که در منطقه منبج واقع شده‌است. ناحیه ابوقلقل ۴۷٬۱۰۹ نفر جمعیت دارد.